# Andrzej Buko
Andrzej Buko (ur. 4 sierpnia 1947 w Płońsku) – polski archeolog, mediewista o specjalności archeologia wczesnośredniowieczna, profesor Uniwersytetu Warszawskiego; w latach 2007–2015 dyrektor Instytutu Archeologii i Etnologii Polskiej Akademii Nauk. Od 2019 dziekan Wydziału Nauk Humanistycznych i Społecznych oraz członek Prezydium Polskiej Akademii Nauk.

## Życiorys
Pracę magisterską obronił w Katedrze Archeologii Polski i Powszechnej Uniwersytetu Warszawskiego w 1970. Doktorat uzyskał w 1978, natomiast habilitację w 1990 na podstawie dzieła Ceramika wczesnopolska. Wprowadzenie do badań. Od 1999 jest profesorem nauk humanistycznych.
Zdobywał doświadczenia w pracach wykopaliskowych na wielu stanowiskach archeologicznych na terenie kraju oraz za granicą (Włochy, Francja, Norwegia, Hiszpania, Jordania). W 2010 kierował pracami polskich archeologów-wolontariuszy w miejscu katastrofy samolotu prezydenckiego TU-154M w Smoleńsku. Od początku swej kariery zawodowej związany z Instytutem Archeologii i Etnologii Polskiej Akademii Nauk, gdzie zajmuje się badaniami pograniczy etnicznych i kulturowych w kontekście formowania się państw środkowoeuropejskich. W latach 1981–1983 wykładowca na Uniwersytecie Marii Curie-Skłodowskiej, a w latach 1995–2006 w Akademii Humanistycznej im. Aleksandra Gieysztora w Pułtusku. W latach 1995–2018 profesor w Instytucie Archeologii Uniwersytetu Warszawskiego. Był zapraszany na wykłady do Francji, Hiszpanii, Włoch, Niemiec i do Grecji. Współzałożyciel i pierwszy prezes Towarzystwa Naukowego Sandomierskiego oraz współzałożyciel Wyższej Szkoły Humanistyczno-Przyrodniczej w Sandomierzu. Członek Rady Powierniczej Muzeum Narodowego w Warszawie (2009–2013), przewodniczący Rady Muzealnej Państwowego Muzeum Archeologicznego w Warszawie (2008–2016), w latach 2007–2017 członek Rady Naukowej Maison des Sciences de l’Homme (CNRS – Uniwersytet w Tours), członek Prezydium Komitetu Nauk Pre- i Protohistorycznych PAN (2012–2020), w latach 2013–2017 członek Rady Kuratorów Wydziału I PAN. W latach 2012–2017 członek panelu Europejskiej Rady Nauki w Brukseli. Od 2009 członek korespondent (od 2020 członek zwyczajny) Towarzystwa Naukowego Warszawskiego; od 2012 – członek Komitetu Stałego Mediewistów Polskich. W 2013 wybrany na członka korespondenta PAN. Od 2017 członek Rady Zamku Królewskiego w Warszawie, a w latach 2017–2020 członek Centralnej Komisji ds. Stopni i Tytułów Naukowych.
Wypromował 85 magistrów archeologii i 12 doktorów nauk. Odznaczony m.in. Złotą odznaką „Za opiekę nad zabytkami”, Srebrnym Krzyżem Zasługi oraz Krzyżem Kawalerskim Orderu Odrodzenia Polski (2015). W 2012 otrzymał Perłę Honorową Polskiej Gospodarki (w kategorii nauka), przyznawaną przez redakcję Polish Market. Honorowy obywatel miasta Sandomierza (2004), Chełmianin roku 2012, Honorowy Przyjaciel Miasta Kalisza (2014).

## Publikacje
- Wczesnośredniowieczna ceramika sandomierska, Ossolineum (Wrocław 1981)
- (wraz z S. Tabaczyńskim) Sandomierz. Starożytność – wczesne średniowiecze, KAW (Rzeszów 1981)
- Ceramika wczesnopolska. Wprowadzenie do badań, Ossolineum (Wrocław 1990)
- Kleczanów. Badania 1989–1992 (red. i współaut.), Scientia (Warszawa 1997)
- Początki Sandomierza, Letter Quality (Warszawa 1998)
- Archeologia Polski wczesnośredniowiecznej. Odkrycia-hipotezy-interpretacje TRIO, wyd. I (Warszawa 2005), wyd. II (poprawione i uzupełnione), (2006), wyd. III (poszerzone) 2011
- The Archaeology of Early Medieval Poland. Discoveries-Hypotheses-Interpretations, Brill (Leiden-Boston 2008)
- Stołpie. Tajemnice kamiennej wieży, Letter Quality (Warszawa 2009)
- Zespół wieżowy w Stołpiu. Badania 2003–2005 (red. i współaut.), Letter Quality (Warszawa 2009)
- Bodzia. A Late Viking-Age Elite Cemetery in Central Poland (red. i współautor), Brill (Leiden-Boston 2014)
- Początki chrześcijaństwa na pograniczu mazowiecko-ruskim (red. i współautor), IAE PAN, Warszawa 2019
- Świt Państwa Polskiego, IAE PAN, Warszawa 2021